# پایگاه هوایی سومسک
پایگاه هوایی سومسک (به انگلیسی: Sumsk (air base)) یک فرودگاه نظامی است . این فرودگاه در کشور روسیه قرار دارد و در ارتفاع ۹۱ متری از سطح دریا واقع شده است.